# Uşak
Uşak, (z Uşşak zmenající „milenci“; alternativní zápis: Ušak) je město v Egejském regionu v Turecku, hlavní město Uşacké provincie. Nachází se 210 km od Izmiru a těží ze své polohy mezi centrální Anatolií a Egejským mořem. V roce 2009 žilo ve městě 176 717 obyvatel. Město je proslulé především tradiční výrobou koberců.